# زلزال شمال بيرو 2021
زلزال شمال بيرو 2021 ضرب زلزال كبير شمال بيرو في 28 نوفمبر 2021 الساعة 05:52 صباحًا بالتوقيت المحلي وبلغت قوته 7.5 على مقياس قوة العزم بين مقاطعتي أمازوناس ولوريتو في بيرو. قيل أن الشدة الأولية تصل إلى السابع (قوي جدًا) في مدينة سانتا ماريا دي نييفا وفقًا للمعهد الجيولوجي في بيرو، ومع ذلك خلصت هيئة المسح الجيولوجي الأمريكية إلى أن الزلزال كانت شدته VIII (شديد) على مقياس ميركالي المعدل.
ووقعت أضرار جسيمة في بيرو، وتم الإبلاغ عن بعض الأضرار في الإكوادور. توفي شخص بنوبة قلبية وآخر من سقوطه من أعلى شجرة، وأصيب 126 آخرون. حدثت عشر حالات وفاة إضافية في اليوم التالي عندما تحطمت حافلة على طريق فرناندو بيلاوندي تيري السريع المتضرر.

## الزلزال
كان للزلزال قوته الأولية من 7.3-7.4 ولكن تمت ترقيته إلى 7.5 من قبل هيئة المسح الجيولوجي الأمريكية. كان العمق تحت المركز عند 112.5 كم، مما حد من الشدة المبلغ عنها إلى الثامن (شديد). على الرغم من ذلك شعر الناس بالزلزال بقوة حتى شمال كولومبيا. كانت الصدمة نتيجة لصدوع عادي داخل صفيحة نازكا الهابطة وفقًا لمعهد الجيوفيزياء في بيرو والمسح الجيولوجي الأمريكي. ضرب زلزالان عاديان متماثلان الحجم منطقة الأمازون البيروفية في عامي 2005 و2019. وقع زلزال 2019 في نفس المنطقة وبلغت قوته 8.0 درجات، مما أسفر عن مقتل شخصين على الأقل. تُعرف مثل هذه الزلازل بأحداث متوسطة العمق بسبب عمق تركيزها. تحدث الزلازل من هذه الأنواع داخل اللوح المنغمس بدلاً من حدود الصفيحة، والمعروفة باسم زلازل إنتراسلاب.
في وقت سابق من ذلك اليوم تعرضت ليما لزلزال بقوة 5.1 درجة قبالة الشاطئ على عمق 64.5 كم. حدث هذا الحدث بسبب التقارب على طول منطقة الاندساس بين بيرو وتشيلي عند حدود الصفيحة، وبالتالي فهي غير ذات صلة.